# Lupta de la Movile (1916)
Lupta de la Movile a fost o acțiune militară de nivel tactic, desfășurată pe Frontul Român, în timpul campaniei din anul 1916 a participării României la Primul Război Mondial. Ea s-a desfășurat în perioada 16/29 septembrie 1916  și a avut ca rezultat oprirea înaintării trupelor române, în ea fiind angajate forțe române din Divizia 6 Infanterie română și forțe ale Puterilor Centrale din Divizia 71 Infanterie austro-ungară și Divizia 89 Infanterie germană. A făcut parte din acțiunile militare care au avut loc în bătălia dintre Olt și Mureș .:p. 277

## Comandanți

### Comandanți români
- General Nicolae Arghirescu

### Comandanți ai Puterilor Centrale
- General Anton Goldbach von Sulitaborn
General Georg Freiherr von Lüttwitz